# Stockton (Wiltshire)
Stockton – wieś i civil parish w Anglii, w hrabstwie Wiltshire, położona nad rzeką Wylye. W 2011 roku civil parish liczyła 204 mieszkańców. Stockton zostało wspomniane w Domesday Book (1086) jako Stottune.